# Que ma joie demeure
Cet article concerne le roman de Giono. Pour le choral de Jean-Sébastien Bach, voir Jésus que ma joie demeure. Pour le spectacle d'Alexandre Astier, voir Que ma joie demeure !.
Ne doit pas être confondu avec Que notre joie demeure.
Que ma joie demeure est un roman de Jean Giono publié en 1935 aux éditions Grasset.

## Résumé
Un hameau agricole sur un plateau de Haute Provence, le plateau Grémone, au début du XXe siècle. Avec la rencontre de Bobi, acrobate itinérant, Jourdan, fermier qui vit le grand malheur de la vie comme une lèpre, tente de ramener la joie, la spontanéité et la beauté de nature sauvage sur ce plateau. Bobi leur apprend la nécessité de l'inutile, du temps… comme la constellation d'étoiles Orion-fleur de carotte, la nature au printemps, la présence d'un cerf, la beauté d'un champ de narcisses ou de pervenches...

## Analyse
Dans ce roman-poème, Giono chante les bonheurs de la terre, de la nature. On est partagé, dans sa compréhension, entre une valorisation du retour à la terre dans une visée quasi agrariste, et un collectivisme presque communiste, avec par exemple la mise en commun des biens.
Que ma joie demeure est écrit dans un style à la fois simple et riche. Le vocabulaire utilisé, faisant référence à de nombreux outils ou éléments culturels liés à la Provence du début du XXe siècle, peut toutefois paraître difficile à comprendre, formant dans cette précision une poésie quasi-surréaliste. Comme dans Les Âmes fortes et d’autres romans de Giono, les dialogues sont omniprésents et particulièrement signifiants dans Que ma joie demeure  ; ainsi, l’épisode du repas (chapitres 7 à 9) est presque exclusivement dialogué. 
L'estimant inachevé, Giono a esquissé un épilogue en novembre 1934. Il explique pourquoi dans la préface de Les vraies richesses, terminée en janvier 1936. Cet appendice, intitulé « schéma du dernier chapitre » n'est pas vraiment rédigé — il ne comprend d'ailleurs que quatre pages — mais il est fondamental pour mieux comprendre l'auteur. À travers l'évocation du sort du cadavre de Bobi, tué par la foudre lors d'un violent orage, on comprend pourquoi et comment un être peut continuer une forme de vie, tant dans la nature qui la recueille, que dans l'esprit et le cœur des vivants. Une leçon d'humilité.

## Œuvres inspirées
Valérie Soudères a composé un opéra inspiré par ce roman,  Que ma joie demeure,  créé en première audition à la Radiodiffusion française le 13 juin 1958 sous la direction de Pierre Dervaux.